# چائیرچمن (پوسوف)
چائیرچمن (به ترکی استانبولی: Çayırçimen) یک منطقهٔ مسکونی در ترکیه است که در پوسوف واقع شده‌است.